# 罗伯特·阿贝拉
罗伯特·阿贝拉（英語：Robert Abela，1977年12月7日—），马耳他政治人物，现任马耳他总理。

## 家庭
父亲乔治·阿贝拉曾任马耳他总统。